# 買物

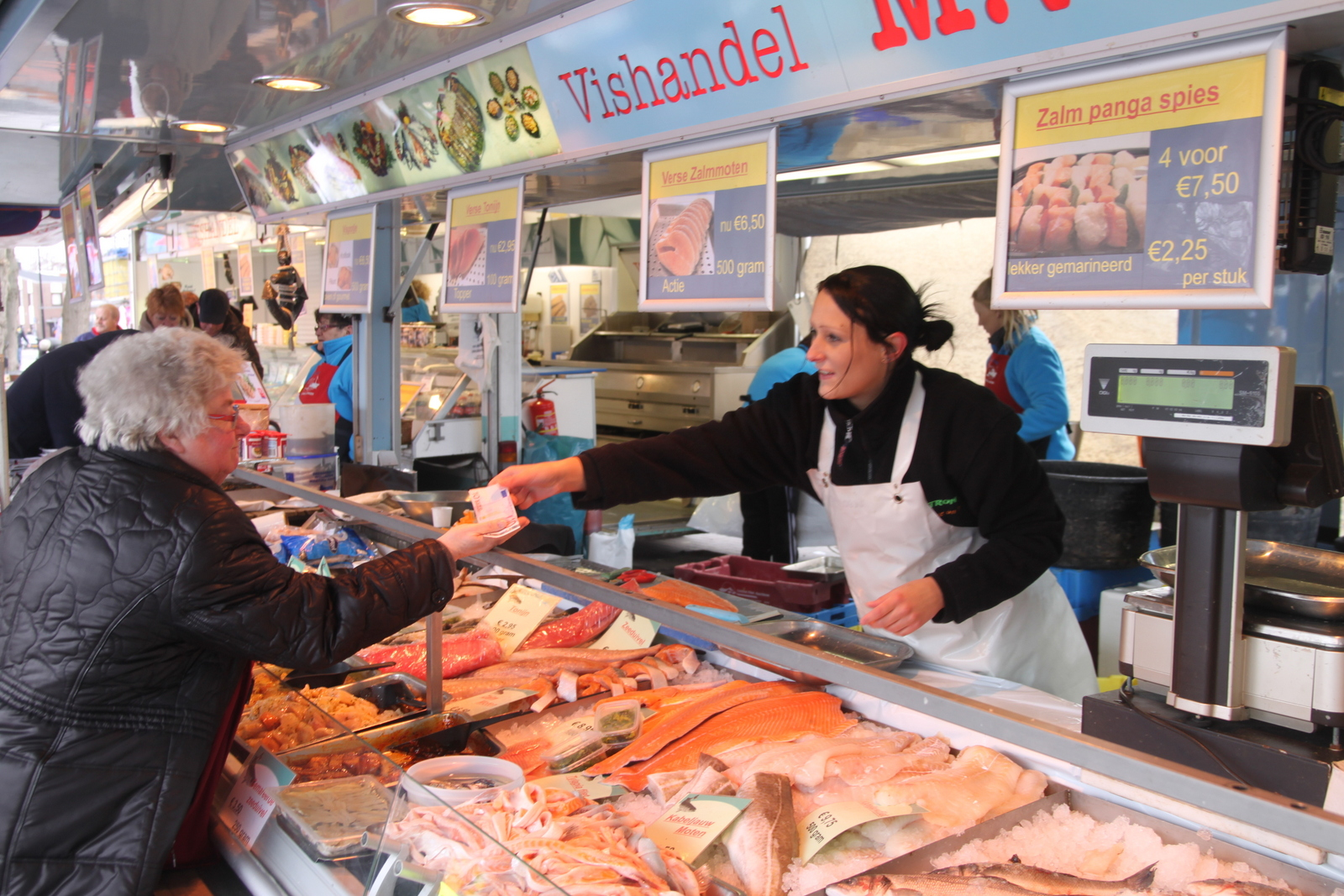
マーケット（市場）での買い物。

買（い）物 （かいもの、英: shopping ショッピング）とは、品物を買うこと。
ビジネス用語、業務用語などとしては「購買（こうばい）」ともいう。特に、出かけて買い物をすることは「買出し」（かいだし）とも。
またはその過程のことを言うこともある

## 概要
貨幣と交換に、品物を手にいれることである。
買い物はさまざまな方法で行われる。商店での買い物、職人や業者への卸し、あるいは、他の場所で買った品物を店に持ち込んで売るなどである。買い手が店舗を訪れて行う方法、業者が買い手のもとを訪れて行う方法、電話経由、最近ではインターネット経由で行う方法などがある。
計画的に行われる場合、さまざまな物品やその価格を比較したうえで行う場合もあれば、そうでない場合もある。
購入する品物があらかじめ定まっておらず、たまたま目にとまった物品を購入することは衝動買い（しょうどうがい）と言う。

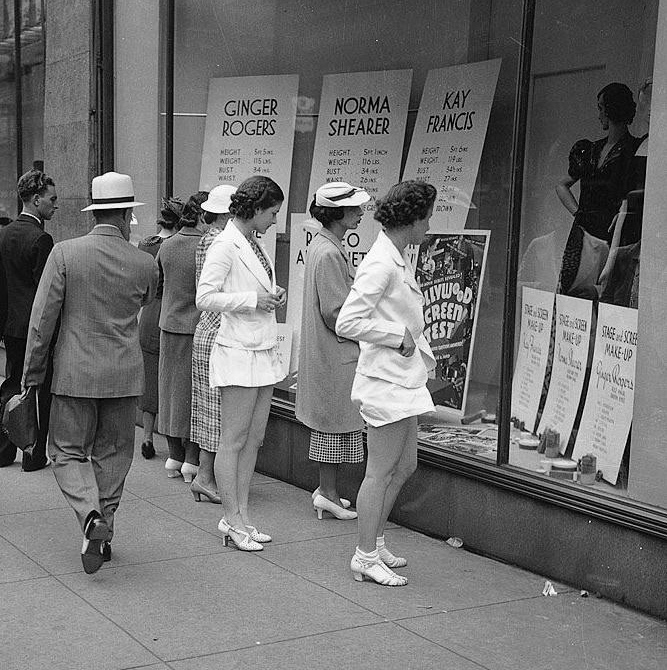
ウィンドウショッピングをする女性たち（トロント、1937年）

買物は気晴らしや娯楽として行われることがある。店舗にある様々な商品を見て比較し迷ったり購入の決断をしたりすることを楽しむ人がいるのである。特に店舗（ショーウィンドー）を巡って買い物をすることを「ウィンドーショッピング」と呼ぶ。近所の店舗で購入され日常生活に用いる物品の買い物に関しては、楽しみで行われることは少ない。特に日用品ではないものを購入する時に、楽しみとしての買い物が行われる傾向がある。百貨店、ショッピングモールなどは、買物を楽しませるようにして、より多くのお金を使うようにしむける工夫をしている。100円ショップなどでも、あらかじめ買うものを決めておらず、予想外にお得な品物を見つけることを楽しみに買い物をする人がいる。

## 歴史
自給自足経済の社会においては、生産者と消費者の一致が多く見られたため、家計における買物の占める割合は低かった。従って、商品を売却する商人達の側から行商や御用聞き、定期市などの形式で購入希望者を捜し求める形式が取られることが多かった。なお定期市では祭りなど人の集まる宗教行事の延長でもあったものも少なくない。
ただ自給自足でも社会の形成初期の段階で、相互に所有する物品を交換し合ったり、自らの生活圏で得られない産品を購入することはあった。しかしその段階では「購入したいもの」は明確であり、買物のように一定範囲内の物品を選り好みするほどの余裕はそれほど存在していなかったといえよう。
後に都市が形成され、そこに大勢の住民が生活するようになると、社会が分業化すると共に全てを自分で生産する自給自足によって家計を賄うことが困難となり、外部の商人からの商品購入によって補われることになる。そこで常設の市場や商業地域が形成され、人々は消費者として必要とする商品を探索し、また複数店舗に存在する場合には商品の品質や価格の良し悪しを推量して商品を購入するようになった。ここにおいて、従来存在していた特定の商人と特定の消費者の人間関係に基づいたに1対1の関係であったものが崩れていき、消費者が不特定多数の商人との関係を持って計画的な買物を行うことになり、商人も不特定多数の消費者に向けて販売を行うようになった。
更にその都市化や社会構造の組織化が進行する過程で産業や流通も変化を見せ、地域には無い産品が市場に流通し始めるようになり、従来の生存や生活に必要な物品のほか、娯楽や好奇心といった直接的には生活に必然性の無いものが売買されるようになり「買物を楽しむ」という様式も発生したと考えられる。
今日ではセルフサービスのような、買物に際して売り込みなどの働き掛けに急かされることも無く、心行くまで店頭で商品を吟味し、商品を選ぶ形態が主流であるが、更には通信販売・カタログ販売にはじまり電子商取引のような客が商店に行かなくても買物できる形態も盛んで、買い物客は様々な選択肢から自分の望む性質を備えた商品を手に入れられるようになっている一方、商店・販社側では客に対して魅力的な商品を取り揃えて客の興味を引くよう尽力している。